# Pancho Villa
Pancho Villa o Francisco Villa, pseudonimo di José Doroteo Arango Arámbula (San Juan del Río, 5 giugno 1878 – Parral, 20 luglio 1923), è stato un rivoluzionario, generale e politico messicano, eroe popolare della rivoluzione messicana del 1910.
Villa era un proprietario terriero e militare (caudillo) del Chihuahua, Stato del Messico settentrionale, di cui fu anche governatore provvisorio tra il 1913 ed il 1914 e aveva un passato da fuorilegge. Quando iniziò la rivolta generale contro il presidente Porfirio Díaz nel 1910, divenne in breve tempo il comandante della División del Norte (Divisione del Nord) dell'esercito rivoluzionario comandato da Francisco Madero, facendosi subito notare per le sue incredibili capacità militari. Ottenne diverse vittorie decisive, come la battaglia di Zacatecas, che portarono alla destituzione di Victoriano Huerta dalla presidenza nel luglio del 1914. Egli combatté poi contro il suo ex leader nella coalizione contro Huerta, il "Primo Capo" dei costituzionalisti Venustiano Carranza e, per l'occasione, si alleò con Emiliano Zapata, che aveva il suo centro di potere nel Morelos, a causa delle simili ragioni di lotta del Villismo e dello Zapatismo. I due generali rivoluzionari si unirono brevemente per prendere Città del Messico dopo che le forze di Carranza si erano ritirate dalla città. In seguito Villa ingaggiò con la sua División del Norte diverse battaglie campali contro le forze di Carranza comandate dal generale Álvaro Obregón e risultò pesantemente sconfitto nella battaglia di Celaya del 1915 e, di nuovo, contro Plutarco Elías Calles nella seconda battaglia di Agua Prieta il 1º novembre 1915, dopo la quale il suo esercito entrò in un rapido declino.
Il generale successivamente condusse un'incursione contro la piccola città di confine di Columbus in Nuovo Messico, Stati Uniti d'America, il 9 marzo 1916. In risposta, il governo degli Stati Uniti inviò il generale dell'esercito John Pershing in una spedizione per catturarlo, ma il generale messicano continuò a sfuggire agli statunitensi. La spedizione terminò quando gli Stati Uniti entrarono nella prima guerra mondiale nel 1917 e Pershing fu richiamato in patria per adempiere ad altri doveri. A quel punto, Villa riprese la sua guerra contro il governo di Carranza ma nel 1920 fece un accordo con il nuovo governo messicano presieduto da Adolfo de la Huerta per ritirarsi senza ritorsioni e gli fu concessa una hacienda vicino a Parral nello Stato di Chihuahua, che trasformò in una "colonia militare" per i suoi ex soldati. Nel 1923, mentre si avvicinavano le elezioni presidenziali, Villa tornò in politica. Poco dopo però fu assassinato, molto probabilmente per ordine di Álvaro Obregón, diventato presidente.
Nella sua vita, Villa si costruì un'immagine di eroe rivoluzionario e come tale fu conosciuto all'estero. Il generale concesse numerose interviste a giornalisti stranieri, in particolare a John Reed, testimone della Rivoluzione d'ottobre. Dopo la sua morte fu escluso dal pantheon degli eroi rivoluzionari messicani per ordine dei generali della "Dinastia Sonora", Obregón e Calles. L'esclusione di Villa dalla narrativa ufficiale della Rivoluzione contribuì ad alimentare il suo mito. Poderose biografie e decine di film, hollywoodiani e non, hanno messo in luce numerosi aspetti della sua personalità, descrivendolo come un idealista, umano al di là della sua dimensione eroica e apparentemente interessato al miglioramento delle condizioni di vita dei ceti più poveri. Villa disse di sé in una autobiografia e nelle interviste a Jack London ed a John Reed: "La mia vita è stata una tragedia".

## Biografia
Francisco Pancho Villa era nato a San Juan del Río, vicino a Durango, nel ranch la Coyoitoda di San Juan del Río di proprietà di López Negrete, da una coppia di mezzadri, Augustín Arango e Micaela Arámbula. La sua leggenda iniziò a fiorire nel 1894, quando era ancora sedicenne: subito dopo la morte del padre si era trasferito nell'hacienda di Gogojito e una sera, tornando a casa, sorprese la madre in una accesa discussione con il proprietario del ranch che aveva tentato di molestare la sorella maggiore del giovane Francisco. Questi reagì sparando al ranchero e ferendolo leggermente. Questo avvenimento segnò per Francisco l'inizio di un lungo periodo di latitanza.
Simpatizzando con i peones, con i quali aveva in comune un odio profondo verso i ricchi possidenti terrieri, da quel momento la sua esistenza fu caratterizzata da scorrerie ai danni di allevatori, cui sottraeva capi di bestiame, e di rapine a ricchi minatori. Braccato sui monti della Sierra (dove diventerà Francisco Pancho Villa) fu più volte catturato dai Rurales e dall'esercito riuscendo sempre a farsi rilasciare grazie all'interessamento di influenti amicizie; di lì a poco si sarebbe arruolato come ufficiale nelle truppe degli eserciti irregolari di Francisco Madero: forse, per lui, era una ideale continuazione della lotta di sempre contro gli odiati possidenti. Nel 1910, con una nuova identità massonica, era quindi pronto a scendere dalle montagne per partecipare attivamente a quella che sarebbe stata chiamata la rivoluzione messicana.

### Identità nuova e nuovi ideali
Venuto in contatto con Abraham González, fido di Madero, Villa decise così di unirsi alla causa della rivoluzione maderista contro Díaz, la prima fase della grande rivoluzione messicana. Nello Stato di Chihuahua, proprio al confine con il Texas e il Nuovo Messico, Villa e i suoi dorados (truppe a cavallo a lui fedeli) agivano divisi in piccoli gruppi con azioni di sorpresa; la strategia seguita era quella dei pellerossa Apache e Comanche contro cui si erano battuti i coloni messicani di una generazione prima. Nel maggio 1911 dimostrò le sue ottime capacità militari conquistando Ciudad Juárez insieme a Pascual Orozco per conto di Madero, evento che spinse il presidente Díaz a dimettersi e partire per l'esilio.
Negli anni successivi, con Madero al governo, Pancho Villa prestò servizio nell'esercito federale sotto il generale Victoriano Huerta, prendendo parte alla ribellione di Orozco, che nel frattempo si era ribellato a Madero. In questo periodo Huerta condannò Villa a morte per insubordinazione; non gli restò che espatriare negli Stati Uniti, salvo tornare dopo il rovesciamento di Madero e il suo conseguente assassinio in un'imboscata da parte di Huerta nel 1913. Villa fiancheggiò poi, nella guerra civile del 1913-1914 tesa ad abbattere il nuovo despota Huerta, il leader del movimento progressista Venustiano Carranza secondo il Piano di Guadalupe, a cui aderì anche Emiliano Zapata. In questa nuova campagna Villa ottenne una importante vittoria a Zacatecas, che costrinse Huerta a dimettersi.
I capi delle fazioni usciti vincitori si ritrovarono nella Convenzione di Aguascalientes, per la quale Carranza divenne il nuovo presidente del Messico. La Convenzione aveva come obiettivo di restaurare la democrazia e l'ordine nella nazione, ma ben presto Villa e Zapata abbandonarono i lavori quando si resero conto della deriva autoritaria che stava prendendo il nuovo governo. Uno dei suoi più fidati luogotenenti in questo periodo fu Rodolfo Fierro.
Ad ogni buon conto, Villa riuscì ad assicurarsi il controllo dello Stato di Chihuahua dove, con l'aiuto di Zapata, fomentò la rivolta contadina. I loro eserciti occuparono Città del Messico per un periodo nel 1914, dove tentarono di restaurare l'autorità democratica della Convenzione di Aguascalientes e per questo divennero i due leader cosiddetti "Convenzionalisti", uniti dal Patto di Xochimilco. Villa propose a Zapata di instaurarsi come nuovo presidente, ma lui rifiutò. Alla fine, divisi sulle scelte da prendere (Villa era meno radicale di Zapata), i due tornarono nei rispettivi territori, permettendo agli eserciti di Álvaro Obregón, al comando di Venustiano Carranza, di riorganizzarsi.
La successiva guerra tra Costituzionalisti e Convenzionisti fu la parte più sanguinosa della rivoluzione, o meglio guerra civile. Nel 1915 Villa fu sconfitto nella Campagna del Bajío (1914-1915) contro le forze costituzionali di Obregón, Joaquín Amaro e Benjamín G. Hill e in particolare durante la sanguinosissima battaglia di Celaya, il più grande scontro armato in America Latina fino alla guerra delle Falkland del 1982. Le sue forze furono nuovamente pesantemente sconfitte nella seconda battaglia di Agua Prieta il 1º novembre 1915 dalle forze di Plutarco Elías Calles.
Per tutto questo Villa era furioso delle continue ingerenze statunitensi a favore del governo di Carranza e dei suoi generali. Villa non esitò a oltrepassare il confine tra il Messico e gli Stati Uniti d'America. Per oltre un anno venne invano inseguito oltre il confine dalle truppe inviate dal presidente Thomas Woodrow Wilson.

### I primi aerei contro Villa
Il 9 marzo 1916 Villa condusse trecentocinquanta (millecinquecento secondo vari organi di stampa statunitensi dell'epoca) guerriglieri messicani in un attacco contro la città di Columbus, nel Nuovo Messico, dove era presente una guarnigione di seicento soldati statunitensi. L'abitato fu messo a ferro e fuoco ed un albergo fu fatto esplodere; si ebbero diciassette morti. Il presidente Wilson rispose con una spedizione punitiva: pose una taglia di 5 000 dollari sulla testa di Villa e inviò diecimila soldati guidati dal generale John "Blackjack" Pershing e dal suo braccio destro George Patton, personalità che si sarebbero poi distinte nella prima guerra mondiale, per dargli la caccia sui monti sopra Chihuahua.
Le truppe statunitensi impiegarono i mezzi più moderni per quell'epoca: camion, motocarri, motociclette e blindati; fu impiegato persino un dirigibile pilotato personalmente da Pershing. E – per la prima volta nel Nord America – aerei da combattimento (otto, riportano le cronache). Il generale arrivò vicino a essere catturato durante la battaglia di Guerrero, ma da lì in poi tutto fu vano: i tentativi di catturare Villa e i suoi uomini si protrassero senza esito fino alla fine del gennaio 1917.
Dopo il ritiro statunitense, Villa continuò la sua guerra contro il governo di Carranza, ma l'assassinio di Zapata il 10 aprile 1919 da parte delle truppe di Pablo González Garza e Jesús Guajardo al comando di Carranza e la definitiva sconfitta a Ciudad Juárez il 16 giugno del medesimo anno lo convinsero a intavolare una serie di accordi con i Costituzionalisti per trattare la sua resa. Le sue imprese terminarono ufficialmente nel 1920 con l'assassinio di Carranza a seguito di una ribellione militare portata avanti da Álvaro Obregón e l'ascesa alla presidenza del generale Adolfo de la Huerta, prima dello stesso Obregón.
Villa depose le armi ritirandosi nella hacienda di Canutillo a lui assegnata, dove si dedicò a una vita da proprietario terriero. Lasciava raramente la fattoria, normalmente in compagnia di una scorta di una decina di uomini armati. Nel luglio del 1923 Villa commise un errore fatale. Il 10 di luglio, facendosi accompagnare da due soli uomini di scorta, si recò in auto nella vicina Parral, nello Stato di Chihuahua, ove avrebbe dovuto fare il padrino di battesimo del figlio di un suo uomo. A Parral Villa aveva un'amante, Manuela Casas, con la quale decise d'intrattenersi dopo il battesimo, per ripartire verso Canutillo il 20 luglio. Non vi arrivò mai. Mentre, alla guida dell'auto, stava uscendo da Parral, al grido di «Viva Villa» lanciato da una vedetta, un gruppo di armati incominciò a sparare dalle finestre sull'auto di Villa, uccidendolo. Con lui morirono altri tre passeggeri (compreso il suo segretario personale), mentre un quarto uomo di scorta riuscì a salvarsi. Misteriosi rimasero gli assassini, anche se la perfetta organizzazione dell'imboscata e le vicende successive (ad assumersi la responsabilità dell'omicidio fu Jesús Salas Barraza, un militare che, con il suo complice Melitón Lozoya, fu condannato a una lunga pena detentiva e subito dopo rimesso in libertà) lasciano intendere che l'omicidio fosse il frutto di un ampio complotto ordito ad alti livelli.
Si pensa che l'attentato possa essere stato organizzato da Álvaro Obregón per impedire che Villa si candidasse alle elezioni presidenziali del 1924 e magari potesse sconfiggere il suo prediletto alla successione, Plutarco Elías Calles, a causa della sua ingombrante popolarità. Villa infatti aveva annunciato il suo ritorno in politica, candidandosi appunto alle elezioni presidenziali.
Il generale morì assassinato, come molti altri protagonisti della rivoluzione (Madero, Orozco, Zapata, Carranza e Obregón), continuando a restare uno dei miti del popolo messicano.

## Esercito Villista Rivoluzionario del Popolo
Il 28 giugno 1999 nasce un gruppo terroristico, d'inspirazione comunista, nello stato federale di Guanajuato che si fa chiamare Esercito Villista Rivoluzionario del Popolo (EVRP, in spagnolo: Ejército Villista Revolucionario del Pueblo), prende il nome, per l'appunto, dal rivoluzionario Villa. Il gruppo lancia il suo primo comunicato il 5 dicembre 1999 dove afferma di combattere contro il neoliberismo. Tra le poche azioni del gruppo vi è l'attacco a colpi di mortaio avvenuto il 1º marzo del 2000 contro la base militare di Santa Lucía, a Tecámac, nello Stato del Messico, l'attacco non ha causato né vittime né feriti, solo qualche danno.

## Il mito di Villa nella cultura di massa

### Cinema
Di Pancho Villa il cinema si è occupato moltissimo sin dai tempi del "muto". In alcuni casi, le pellicole ancora prive di sonoro documentavano, quasi con taglio documentaristico, le gesta del celebre guerrigliero impiegando lo stesso Villa nei panni di sé stesso; il primo Villa dello schermo, in The Life of General Villa del 1914, fu interpretato da Raoul Walsh (quando ancora il grande regista non aveva abbandonato la carriera di attore con cui aveva debuttato).
Nel corso del Novecento – dai primi film di David Griffith ed Harry E. Aitken – sono stati molti gli attori che si sono alternati nel ruolo (in alcuni casi anche più volte), fino alle interpretazioni di star come Pedro Armendariz, Telly Savalas, Héctor Elizondo, Yul Brynner ed Antonio Banderas, l'ultimo Pancho Villa dello schermo. Tuttavia l'interpretazione più incisiva rimane quella di Wallace Beery, nel film di Jack Conway Viva Villa! del 1934. Beery vinse la Medaglia d'oro alla 2ª Mostra internazionale d'arte cinematografica di Venezia.

### TV
Pancho Villa [Mike Moroff] appare nella seconda parte del primo episodio de Le avventure del giovane Indiana Jones intitolato La maledizione dello Sciacallo; dove Indy e suo cugino Frank sono diretti a Columbus (Nuovo Messico) per divertirsi, quando la città viene improvvisamente attaccata da Pancho Villa e dai suoi cavalieri. Indy segue i villisti nel deserto e viene presto fatto prigioniero, ma è commosso dalle parole di Villa e si unisce alla sua causa, cavalcando con lui mentre John Pershing li insegue nel deserto. Indy incontra e fa amicizia con l'espatriato belga Remy Baudouin, è testimone dell'intensità di un giovane George S. Patton e ritrova l'assassino fuggito 8 anni prima in Egitto dove il piccolo Indy si ritrova a investigare su un omicidio con l'aiuto di T. E. Lawrence vicino alla tomba di Tutankhamon.

### Musica
Villa è citato nella canzone di Bob Dylan Romance in Durango, tradotta da Massimo Bubola e incisa da Fabrizio De André col titolo di Avventura a Durango ed è presente in varie canzoni del gruppo metal Brujeria (soprattutto Division del Norte). Il brano dei Litfiba Siamo umani, fa esplicito riferimento a Pancho Villa. Viene inoltre menzionato nel pezzo del gruppo hip hop Assalti frontali, Banditi nella sala, nella prima strofa cantata da Militant A.
Si parla di Pancho Villa anche in un brano intitolato Pancho Vaniglia, l'unico dei pochi a non essere legato alla musica per l'infanzia. La base musicale che introduce il brano e lo segue prima del ritornello, ricorda anche la sigla di testa del TG1 dell'edizione della mattina del periodo 1986-1992.
Nel brano Coyotes di Don Edwards, Pancho Villa viene citato in una lista di personaggi che hanno caratterizzato il periodo. 
Nell'album Ghosts of the Great Highway dei Sun Kil Moon, una canzone omonima viene dedicata a Pancho Villa.